# Paranisopodus antonkozlovi
Paranisopodus antonkozlovi es una especie de escarabajo longicornio del género Paranisopodus, tribu Acanthocinini, orden Coleoptera. Fue descrita científicamente por Nascimento y Santos-Silva en 2019.
El período de vuelo ocurre durante el mes de abril.

## Descripción
Mide 10,6 milímetros de longitud.

## Distribución
Se distribuye por Colombia.